# Parasialis rozhkovi
Parasialis rozhkovi là một loài côn trùng trong họ Parasialidae thuộc bộ Megaloptera. Loài này được Novokshonov miêu tả năm 1993.